# Type 98 (fusil d'assaut)

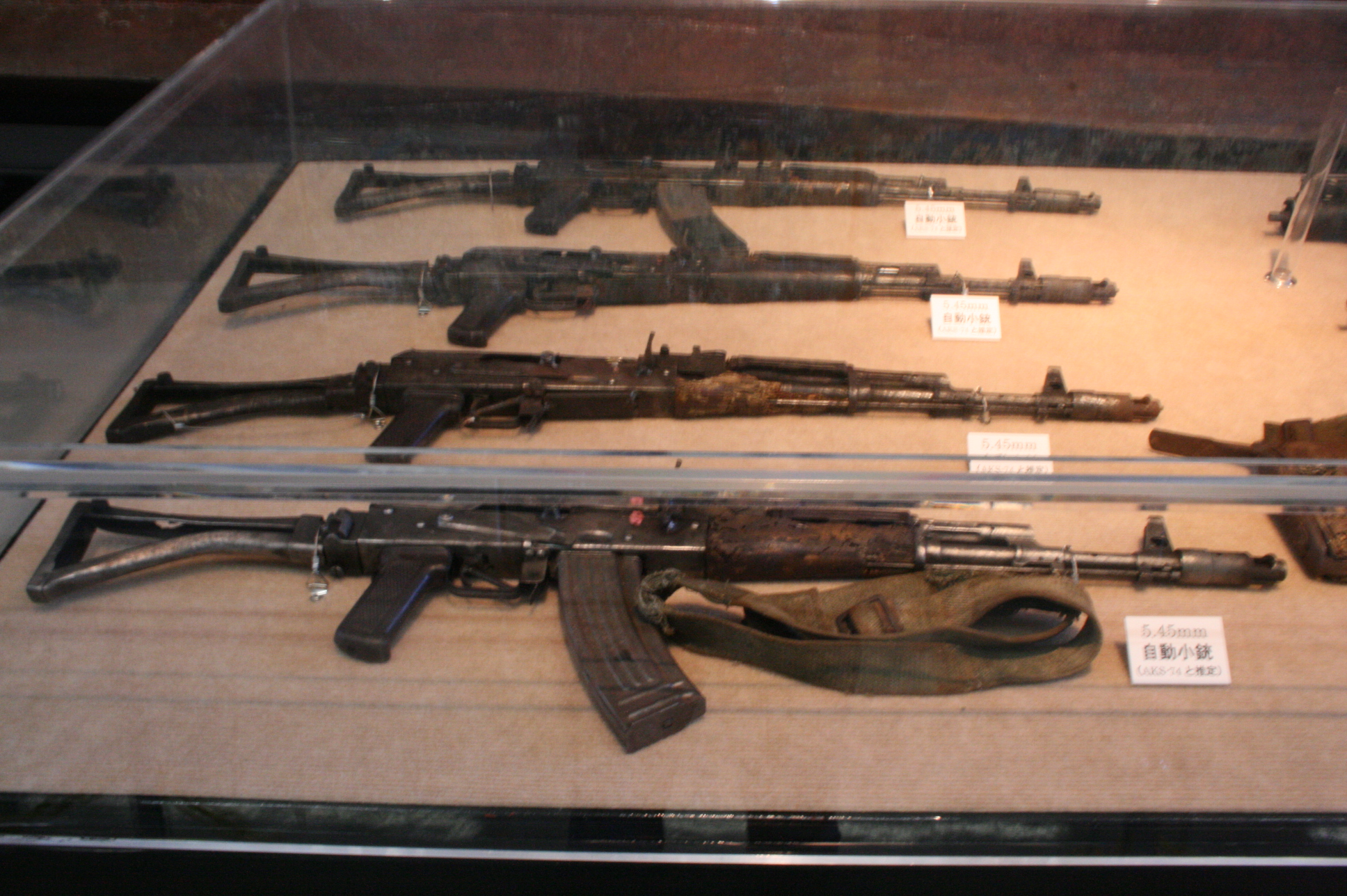
Fusils Type 98-1 nord-coréens capturés lors du Combat d'Amami-Ōshima et conservé dans les collection du Musée des garde-côtes de Yokohama.

Connu initialement comme le Type 88, le fusil d'assaut Type 98 est la version nord-coréenne de l'AK-74 soviétique
.

## Présentation
Ce fusil d'assaut a été adopté par l'armée nord-coréenne et a progressivement remplacé le  fusil d'assaut Type 68.

## Technique
Tout comme son modèle], ce fusil tire la cartouche de 5,45 mm M74 soviétique. Sa monture est en bois de catalpa. Il utilise un chargeur courbe de 30 cartouches. Il fonctionne grâce à un système d’emprunt des gaz et est muni d'un boîtier en tôle emboutie semblable à celui du Type 68 (fusil d'assaut) mais contrairement à son modèle soviétique n'a pas de limiteur de cadence de tir.

## Caractéristiques
- Munition: 5,45 x 39.
- Longueur totale: 0,95 m '.
- Masse sans chargeur: 3,150 kg.
- Masse avec chargeur garni: 4,000 kg.
- Capacité du magasin: 30 cartouches.
- Cadence de tir théorique: 600 c/mn.

## Variantes
Il existe au moins trois variantes du Fusil Type 98 :
- Le Type 98 est une version à crosse fixe en bois.
- Le Type 98-1 est une version avec crosse métallique squelettique repliable latéralement, globalement similaire à l'AKS-74. Cependant, sa crosse est de conception différente et se replie du côté droit.
- Le Type 98-2 est une version plus récente avec une crosse repliable par le haut. Lorsque la crosse est repliée, elle ne gêne pas la visée. Un aspect notable de l'arme est son chargeur hélicoïdal inhabituel de grande capacité, qui ressemble à une version plus grandede celui du   PP-19 Bizon russe  . Ce chargeur hélicoïdal permet une plus grande capacité sans le même encombrement que sur un chargeur à tambour. Cette arme est en service depuis environ 2010.

## Pays utilisateurs
- Corée du Nord :  Armée populaire coréenne.
- Rwanda : Forces rwandaises de défense.
- Viêt Nam : Marine populaire vietnamienne
- Zambie : Unité d'intervention de  la police zambienne

#### Sources
Cet article est issu de la lecture des revues spécialisées de langue française suivantes :
- Cibles
- AMI/ArMI/Fire
- Gazette des armes
- Action Guns
- Raids, notamment les Hors-Séries no 26 & 28
- Assaut